# Звезда Пшибыльского
Звезда Пшибыльского (HD 101065) — пекулярная звезда главной последовательности, которая находится на расстоянии примерно в 410 световых лет от Солнца в созвездии Центавра.

## История и характеристика
В 1961 году польско-австралийский астроном Антони Пшибыльский обнаружил, что эта звезда имеет своеобразный спектр, который не вписывается в стандартные рамки звёздной классификации. Наблюдения Пшибыльского показывали необычно низкое количество железа и никеля в спектре звезды и большое количество редких элементов, таких как стронций, ниобий, скандий, иттрий, цезий, неодим, празеодим, торий, иттербий, гольмий и уран. В первое время Пшибыльский сомневался, что железо вообще присутствует в спектре. Современные работы показывают, что элементы группы железа всё же присутствуют в количествах несколько ниже нормы, но также ясно, что количество лантаноидов и других экзотических элементов крайне избыточно. В результате эти пекулярные звезды выделены в отдельный класс Ap-звёзд.
Также в звезде Пшибыльского обнаружены следующие радиоактивные элементы: технеций, прометий, актиний, протактиний, нептуний, плутоний, америций, кюрий, берклий, калифорний, эйнштейний. Помимо обычных линий Н и К однократно ионизированного кальция (Ca II), в спектре HD 101065 есть сильные линии однократно ионизованных лантаноидов, и этим она похожа на S-звёзды, атмосферы которых обогащены недавно синтезированным веществом, поднявшимся из их недр.
Для объяснения необычных свойств звезды Пшибыльского было предложено несколько гипотез. Первая — что это холодная экстремальная звезда класса Ар. Эта теория подтверждается в связи с открытием у HD 101065 магнитного поля напряжённостью в несколько килогауссов, чем она похожа на многие другие Ар-звёзды. Однако одна из нерешённых трудностей в интерпретации HD 101065 как звезды класса Ар заключается в том, что её спектр не похож на спектр других Ар-звёзд. Линии нейтрального и ионизированного железа в спектрах Ар-звёзд сильны, а в некоторых случаях наблюдается явный избыток железа, чего нет у звезды Пшибыльского. В 2008 году украинскими учёными была предложена другая гипотеза для объяснения свойств звезды Пшибыльского. Её авторы утверждают, что у звезды есть спутник — пульсар. Под влиянием его рентгеновского и электрон-позитронного излучения в атмосфере звезды Пшибыльского идут термоядерные реакции. В результате этого тяжёлые элементы, которые обычно образуются только при взрывах сверхновых, в этой звезде синтезируются в верхних слоях атмосферы. Однако, наличие близкого массивного спутника-пульсара не подтверждается современными данными лучевых скоростей звезды.

## Быстрые осцилляции
HD 101065 является прототипом звёзд класса roAp. В 1978 году по фотометрическим наблюдениям было обнаружено, что звезда пульсирует с периодом 12,15 мин. По прецизионным измерениям лучевых скоростей звезды, полученных спектрометром HARPS на 3,6-метровом телескопе Южно-Европейской Обсерватории, был открыт мультипериодический спектр пульсаций, показывающий расстояние между частотами пульсаций, характерное для высоко-обертонных акустических колебаний. Моделирование расщепления частот позволило определить точные параметры, возраст звезды и величину её магнитного поля.